# Bleptina pudesta
Bleptina pudesta är en fjärilsart som beskrevs av William Schaus 1916. Bleptina pudesta ingår i släktet Bleptina och familjen nattflyn. Inga underarter finns listade i Catalogue of Life.